# Завітненська сільська рада (Совєтський район)
Заві́тненська сільська́ ра́да — адміністративно-територіальна одиниця та орган місцевого самоврядування в Совєтському районі Автономної Республіки Крим. Адміністративний центр — село Завітне.

## Загальні відомості
- Населення ради: 2 487 осіб (станом на 2001 рік)

## Населені пункти
Сільській раді були підпорядковані населені пункти:
- с. Завітне
- с. Пчільники

## Склад ради
Рада складалася з 16 депутатів та голови.
- Голова ради: Топорков Олег Вікторович
- Секретар ради: Тарасюк Олена Вікторівна

### Керівний склад попередніх скликань
| Прізвище, ім'я, по батькові  | Основні відомості                                                         | Дата обрання | Дата звільнення |
| ---------------------------- | ------------------------------------------------------------------------- | ------------ | --------------- |
| Распутько Володимир Іванович | Сільський голова, 1947 року народження, безпартійний                      | 26.03.2006   | 31.10.2010      |
| Топорков Олег Вікторович     | Сільський голова, 1972 року народження, освіта вища, член Партії регіонів | 31.10.2010   |                 |

Примітка: таблиця складена за даними сайту Верховної Ради України

### Депутати
За результатами місцевих виборів 2010 року депутатами ради стали:

#### За суб'єктами висування
| Суб'єкт висування | Кількість обраних депутатів | %    |
| ----------------- | --------------------------- | ---- |
| Партія регіонів   | 10                          | 62,5 |
| Самовисування     | 6                           | 37,5 |

#### За округами
| № округу        | Прізвище, ім'я, по батькові         | Дата визнання обраним | Освіта  | Партійна приналежність | Відомості про обраного депутата                                           |
| --------------- | ----------------------------------- | --------------------- | ------- | ---------------------- | ------------------------------------------------------------------------- |
| Партія регіонів |                                     |                       |         |                        |                                                                           |
| 2               | Верем'єва Ірина Володимирівна       | 05.11.2010            | середня | член Партії регіонів   | Завітненська сільська рада, касир                                         |
| 4               | Кайтанович Інна Федорівна           | 05.11.2010            | середня | член Партії регіонів   | Завітненська сільська бібліотека, технічний робітник                      |
| 5               | Тарасюк Олена Вікторівна            | 05.11.2010            | вища    | член Партії регіонів   | Завітненська сільська рада, секретар                                      |
| 6               | Слободчікова Ніна Іванівна          | 05.11.2010            | середня | член Партії регіонів   | пенсіонер                                                                 |
| 7               | Мороз Микола Миколайович            | 05.11.2010            | середня | член Партії регіонів   | ЗАТ «Н-Побєда», сторож                                                    |
| 10              | Пряхо Віра Федорівна                | 05.11.2010            | середня | член Партії регіонів   | пенсіонер                                                                 |
| 13              | Суторміна Любов Михайлівна          | 05.11.2010            | вища    | член Партії регіонів   | сільський клуб с. Пчільники, завідувачка                                  |
| 14              | Сіліванкін Іван Олександрович       | 05.11.2010            | середня | член Партії регіонів   | селянське фермерське господарство «Вікторія», голова                      |
| 15              | Аджимурадова Лємара Серверівна      | 05.11.2010            | вища    | член Партії регіонів   | Пчільниківський фельдшерсько-акушерський пункт, молодша сестра-господарка |
| 16              | Устінов Олександр Олександрович     | 05.11.2010            | середня | член Партії регіонів   | ЗАТ «Н-Побєда», механізатор                                               |
| Самовисування   |                                     |                       |         |                        |                                                                           |
| 1               | Сеитісмоілова Ельміра Сеітмеметівна | 05.11.2010            | вища    | позапартійна           | ПП «Ахтемова З. С.», бухгалтер                                            |
| 3               | Богатирь Віктор Євгенійович         | 05.11.2010            | вища    | позапартійний          | тимчасово не працює                                                       |
| 8               | Денисенко Оксана Олександрівна      | 05.11.2010            | вища    | позапартійна           | Совєтське КРУ в АРК, головний контролер-ревізор                           |
| 9               | Новиков Вадим Вікторович            | 05.11.2010            | вища    | позапартійний          | ЗАТ «Н-Победа», слюсар                                                    |
| 11              | Савчук Андрій Володимирович         | 15.11.2010            | вища    | позапартійний          | тимчасово не працює                                                       |
| 12              | Сейтібрамов Сервер Сейдаліївич      | 05.11.2010            | середня | позапартійний          | тимчасово не працює                                                       |